# سيم (برلمان بولندي)
مجلس النواب البولندي ويعرف أيضاً باسم سيم (بالبولندية: Sejm) هو المجلس السياسي الأدنى في البرلمان البولندي، يتكون من 460 نائبًا، ينتخبون عن طريق الاقتراع العمومي ويمثل المجلس الناطق الرسمي والذي يدعى مشير السيم.

## معرض صور

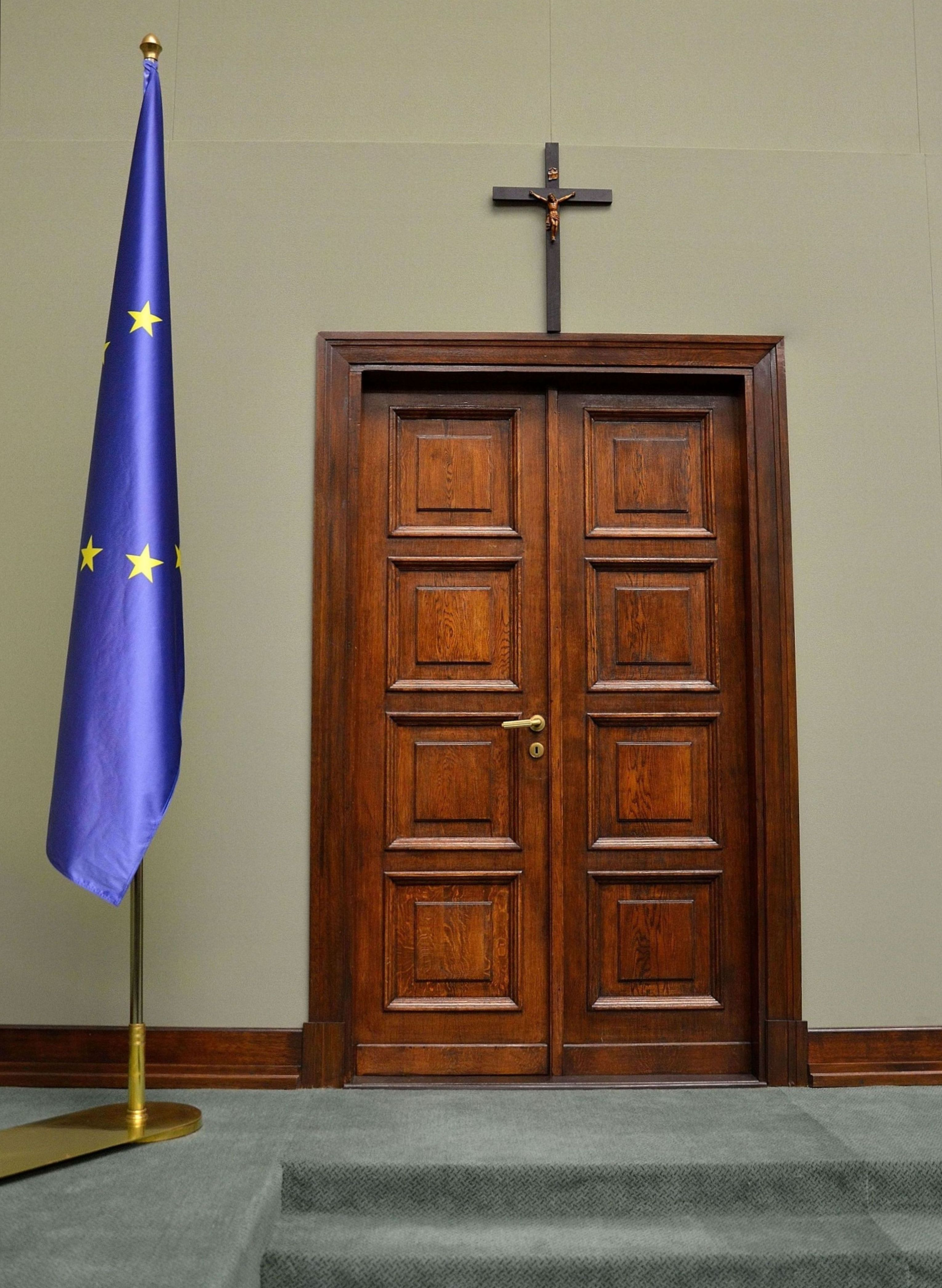
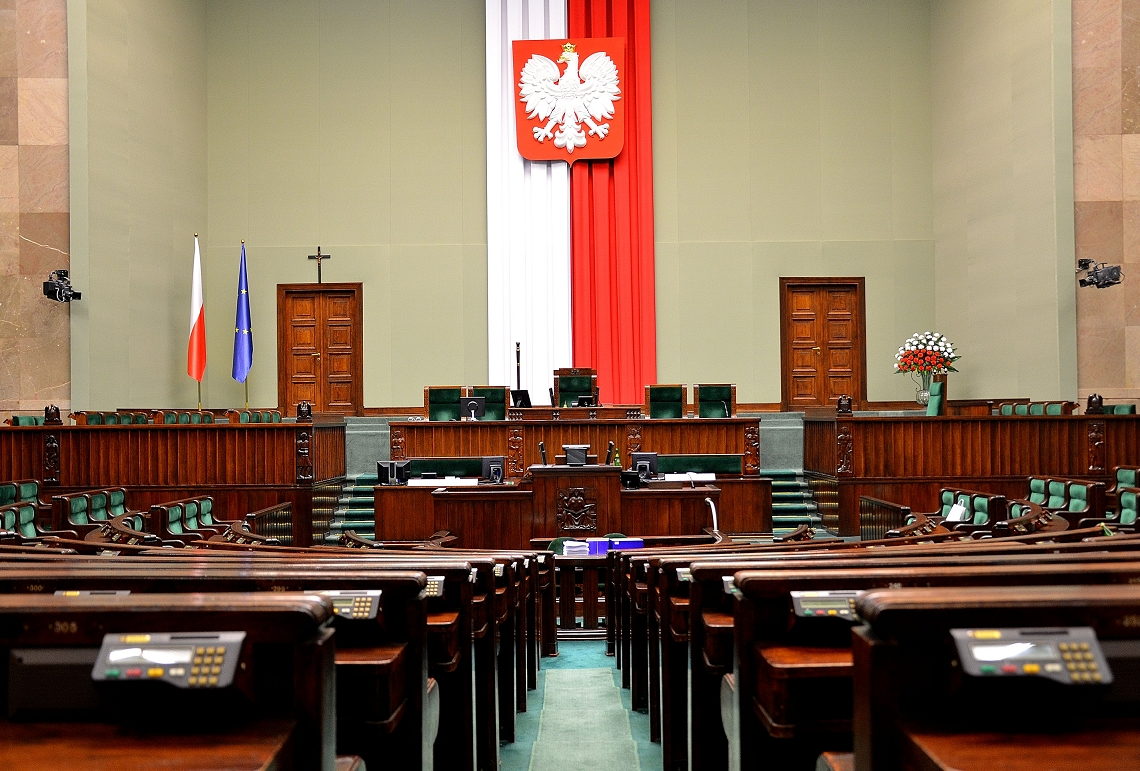
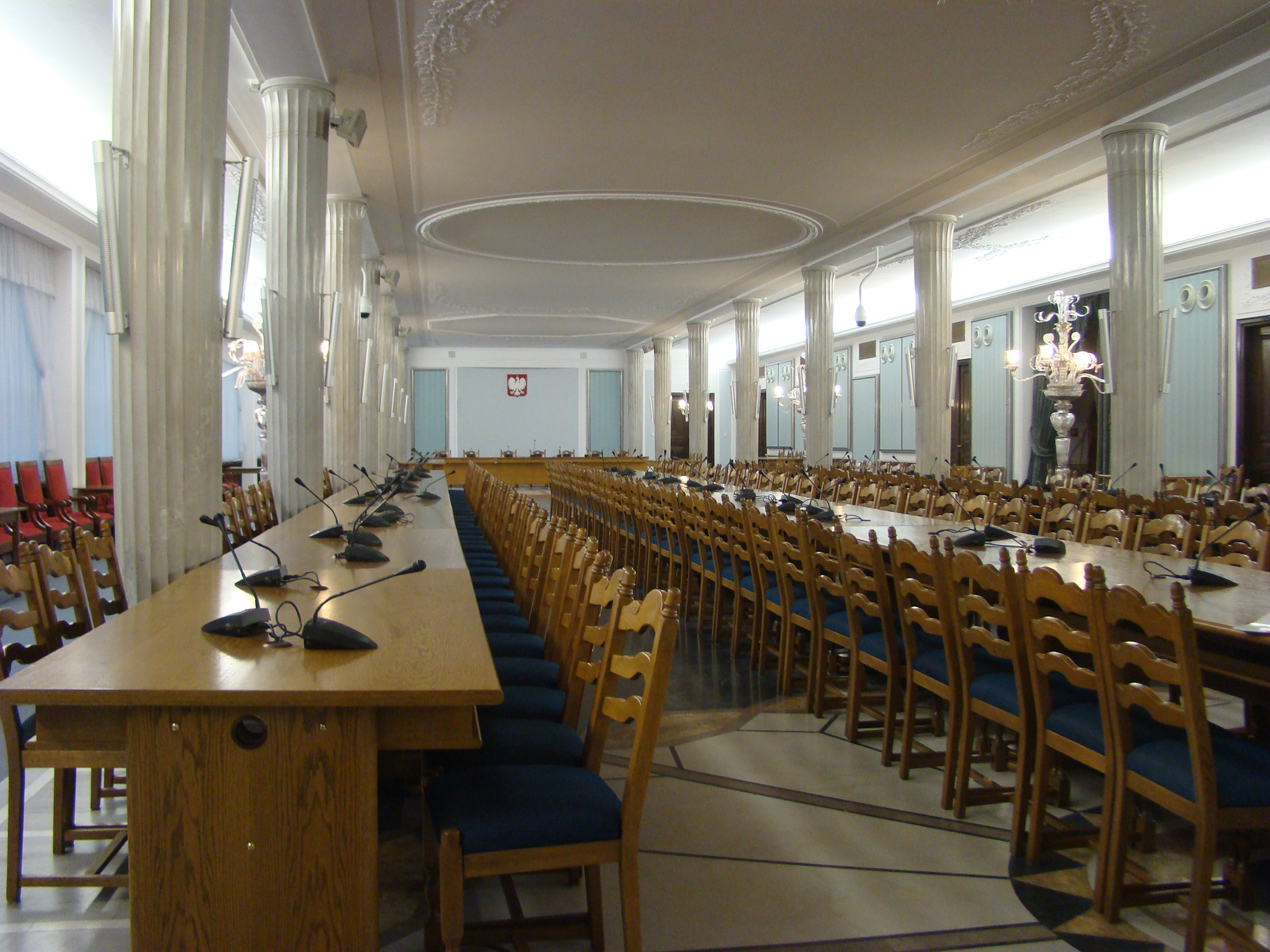
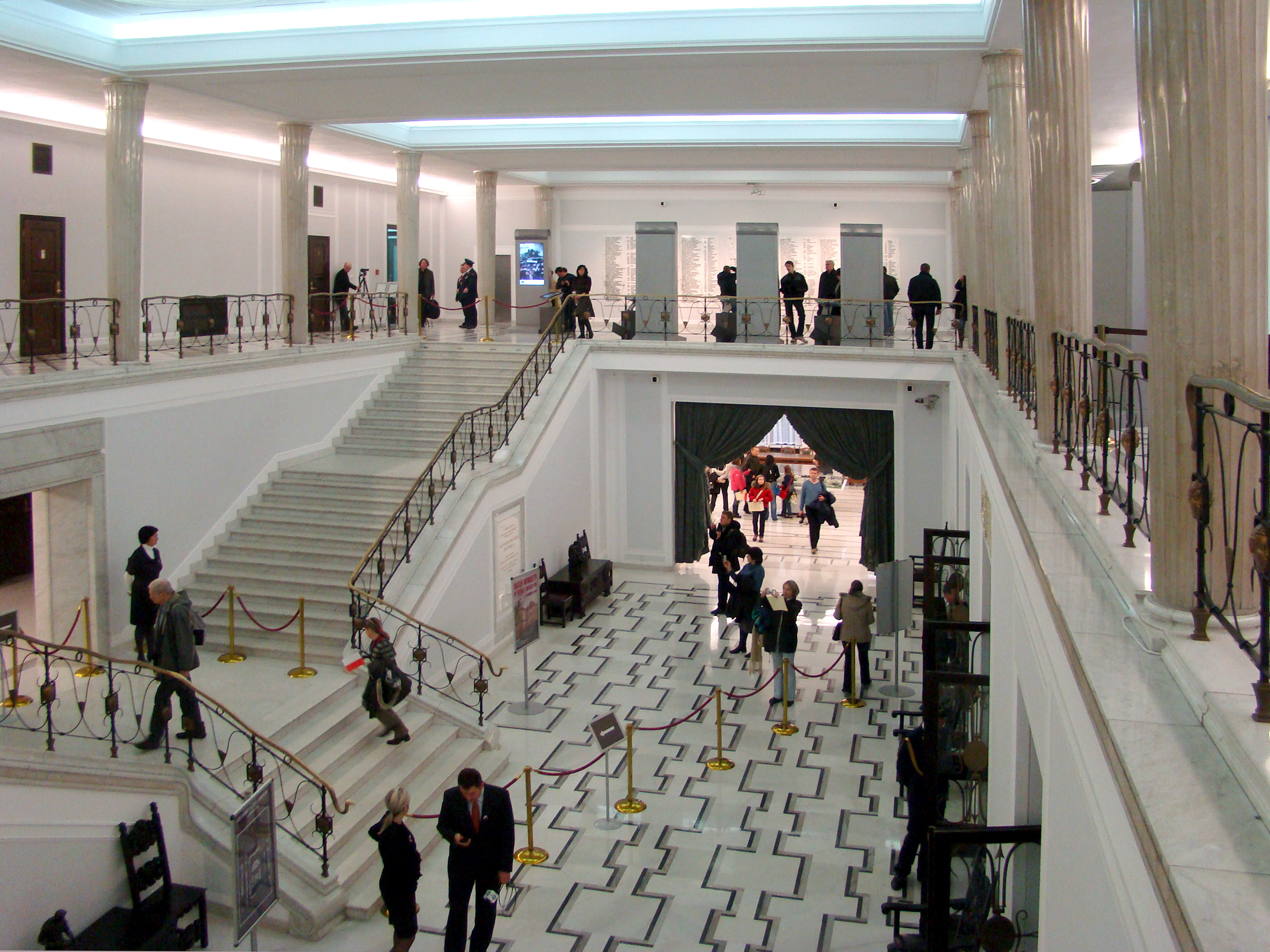
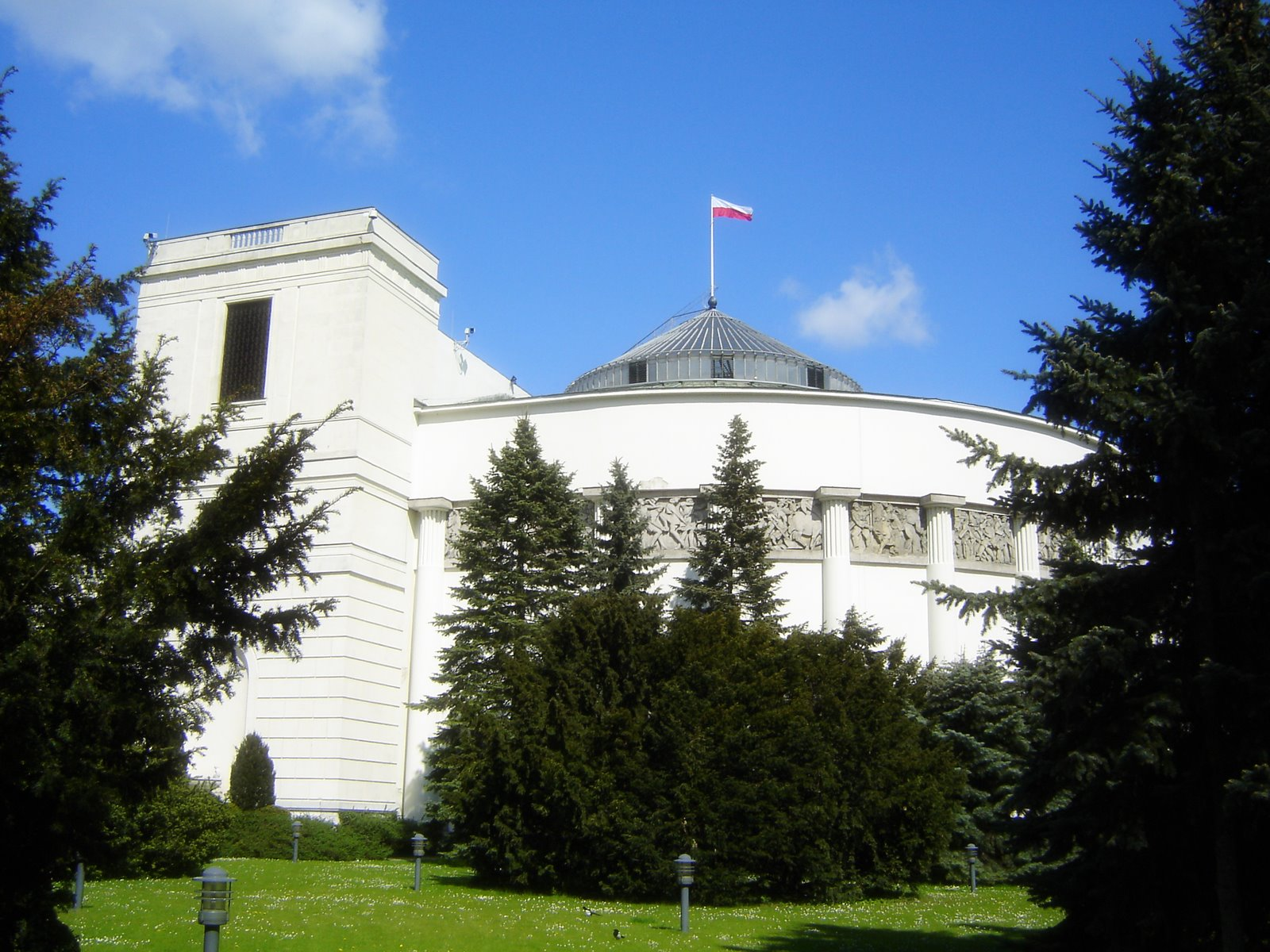
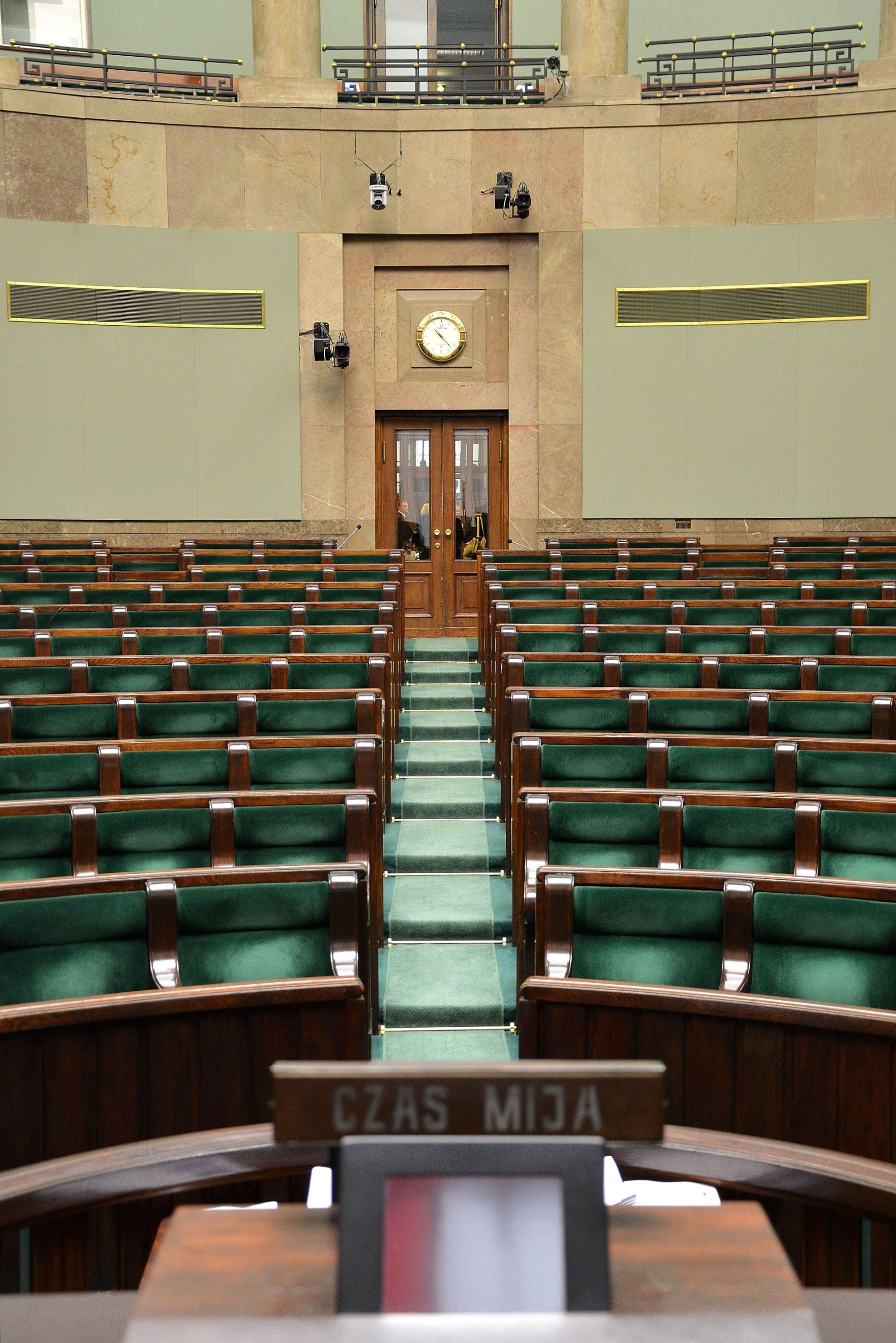

## وصلات خارجية
- الموقع الرسمي